# Забошное (Тюменская область)
Забошное — деревня в Армизонском районе Тюменской области России. Входит в состав Красноорловского сельского поселения.

## История
В «Списке населенных мест Российской империи» 1871 года издания (по сведениям 1868—1869 годов) населённый пункт упомянут как казённая деревня Забошная Ишимского округа Тобольской губернии, при озере Забошном, расположенная в 108 верстах от окружного центра города Ишим. В деревне насчитывалось 72 двора и проживало 407 человек (207 мужчин и 200 женщин).
В 1926 году в селе имелось 172 хозяйства и проживало 858 человек (384 мужчины и 474 женщины). Функционировала школа I ступени. В административном отношении являлась центром Забошинского сельсовета Армизонского района Ишимского округа Уральской области.

## География
Деревня находится в южной части Тюменской области, в лесостепной зоне, в пределах Ишимской равнины, на юго-восточном берегу озера Забошного, к северу от озера Няшина, на расстоянии примерно 18 километров (по прямой) к востоку-юго-востоку (ESE) от села Армизонское, административного центра района. Абсолютная высота — 137 метров над уровнем моря.
Климат резко континентальный с теплым летом и суровой холодной зимой. Годовое количество осадков — 310 мм. Средняя температура января составляет −18,2 °C, июля — +18,1 °C.

### Часовой пояс
Деревня Забошное, как и вся Тюменская область, находится в часовой зоне МСК+2. Смещение применяемого времени относительно UTC составляет +5:00.

## Население
| 1989 | 2002 | 2010 |
| ---- | ---- | ---- |
| 109  | ↘75  | ↘54  |

Гендерный состав
По данным Всероссийской переписи населения 2010 года в гендерной структуре населения мужчины составляли 46,3 %, женщины — соответственно 53,7 %.
Национальный состав
Согласно результатам переписи 2002 года, в национальной структуре населения русские составляли 92 % из 75 чел.

## Инфраструктура
Действуют фельдшерско-акушерский пункт, библиотека, почтовое отделение и магазин.

## Улицы
Уличная сеть деревни состоит из одной улицы (ул. Набережная).